# Zes lantaarns bij het Paleis op de Dam
De Zes lantaarns bij het Paleis op de Dam vormen één rijksmonument in Amsterdam-Centrum.

## Omschrijving
Rondom het Paleis op de Dam werd in 1844 een zestal artistieke lantaarns geplaatst. De lantaarns zijn ontworpen door Martinus Gerardus Tétar van Elven. Koning Willem I der Nederlanden wilde de voor- en achtergevel van “zijn” paleis in de nacht verlichten door middel van gas. Daartoe werd Tétar van Elven gevraagd een ontwerp te leveren. Hij kwam met een rijk versierd driekantig voetstuk met plantmotieven en de Nederlandse Leeuw(-en). Daaruit stijgt een zeskantige lantaarn omhoog die afgesloten wordt door een opengewerkte keizerskroontje. In cartouches zijn de naam van de kunstenaar, de fabrikant en het jaar van gieten vermeld. Deze (machine-)fabrikant Dixon & Co fabriceerde de lantaarns in hun fabriek De Atlas aan de Zoutkeetsgracht in Amsterdam. 
Op 22 april 2002 werden de lantaarns opgenomen in monumentenregister (518420) vanwege de architectuurhistorische waarde, maar ook vanwege hun stedenbouwkundig belang in relatie met het paleis. 
Koning Willem I der Nederlanden maakte de plaatsing niet meer mee; hij overleed in 1843. De voorbereidende werkzaamheden vonden plaats onder het regime van zijn zoon koning Willem II der Nederlanden, mei 1844.

## Afbeeldingen

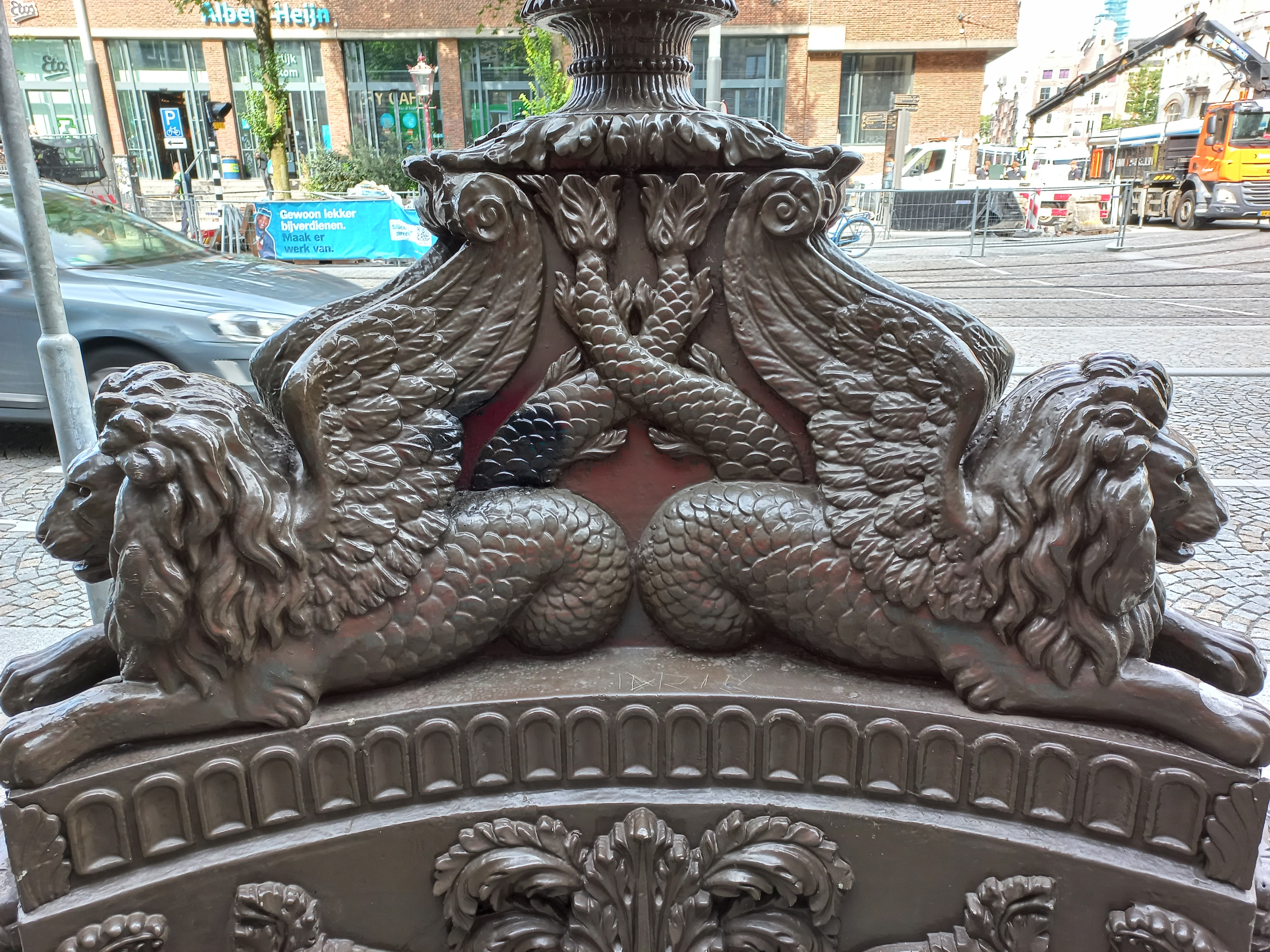
Onderstuk (juli 2023)
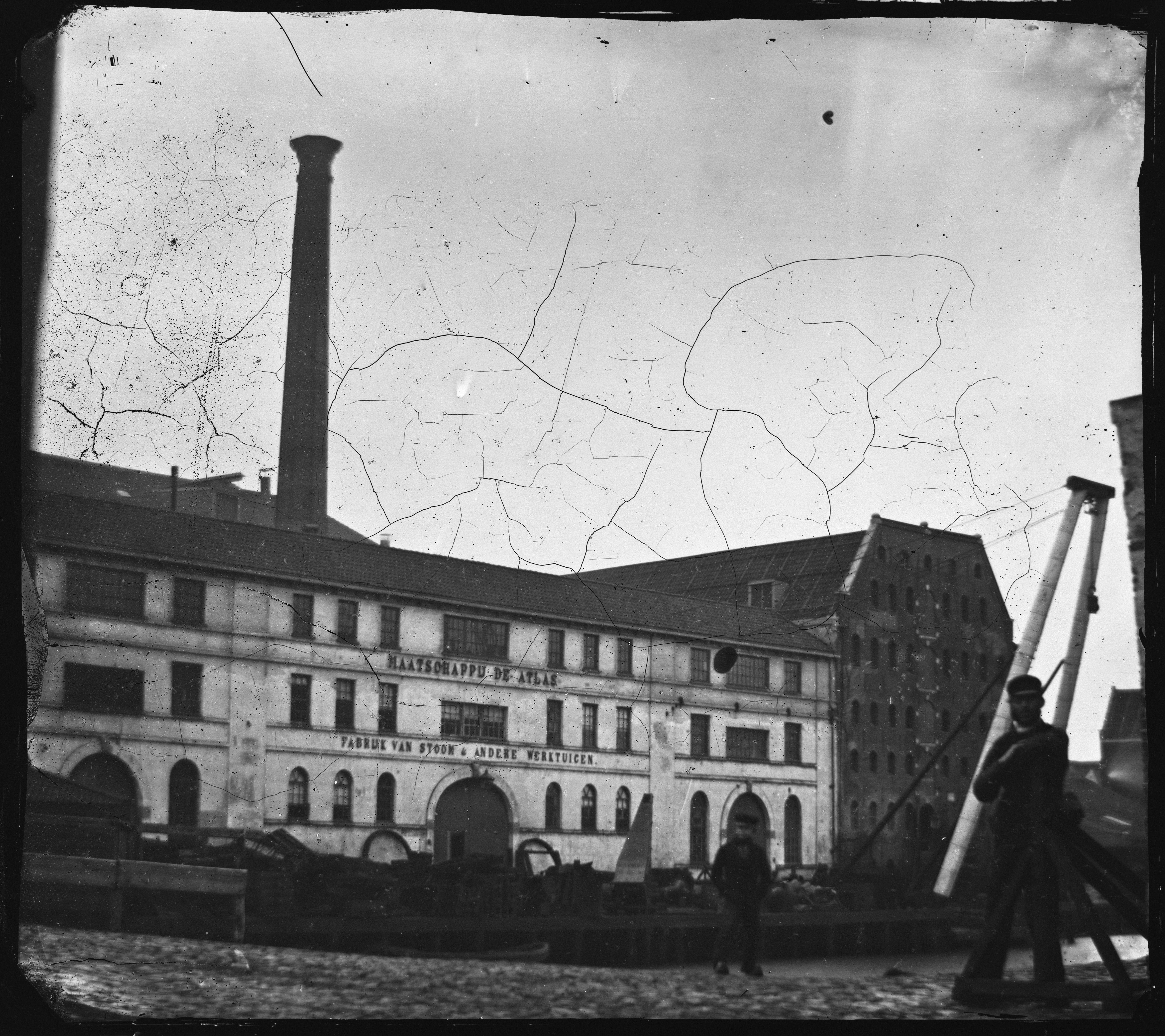
Atlas in 1861

1. ↑  Dixon & Co